# サン＝ジャン＝トロリモン
サン＝ジャン＝トロリモン （Saint-Jean-Trolimon、ブルトン語:Sant-Yann-Drolimon）は、フランス、ブルターニュ地域圏、フィニステール県のコミューン。

## 歴史
サン＝ジャン＝トロリモンは、1675年にブルターニュで発生した印紙税一揆で果たした役割について知られている。ノートルダム・ド・トレミヌ礼拝堂にて農民法典（fr）の議論と投票が行われたのである。
2004年9月、コミューン議会はブルトン語の日常使用を促進するYa d'ar brezhoneg憲章を批准した。

## 史跡
- トロノエン礼拝堂の付属のカルヴェール（キリスト磔像） - 15世紀半ばから終わりにかけてつくられたカルヴェールは、ブルターニュ最古のカルヴェールの1つ。
- サン＝テヴィ礼拝堂と付属のカルヴェール - 17世紀。

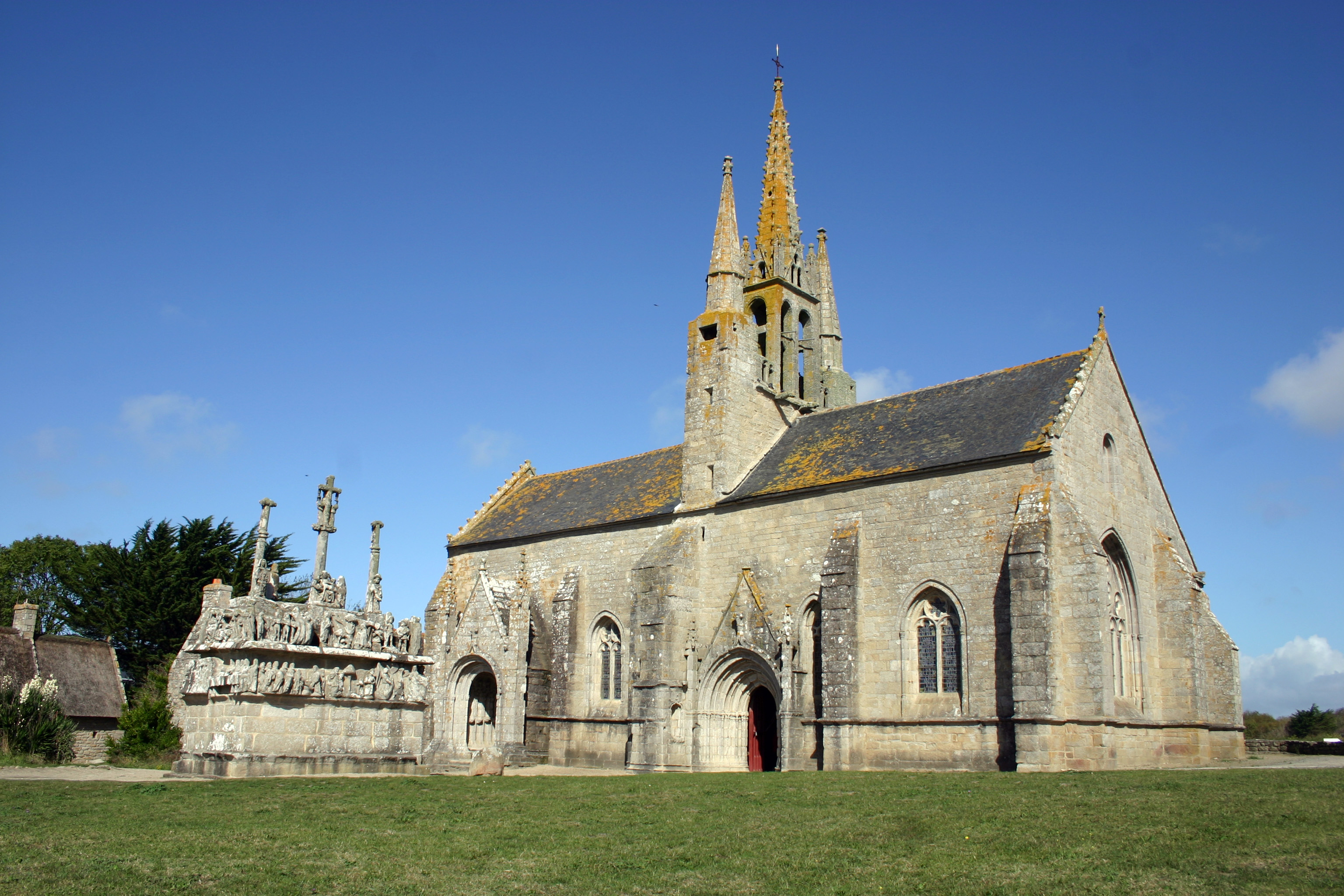
トロノエン礼拝堂
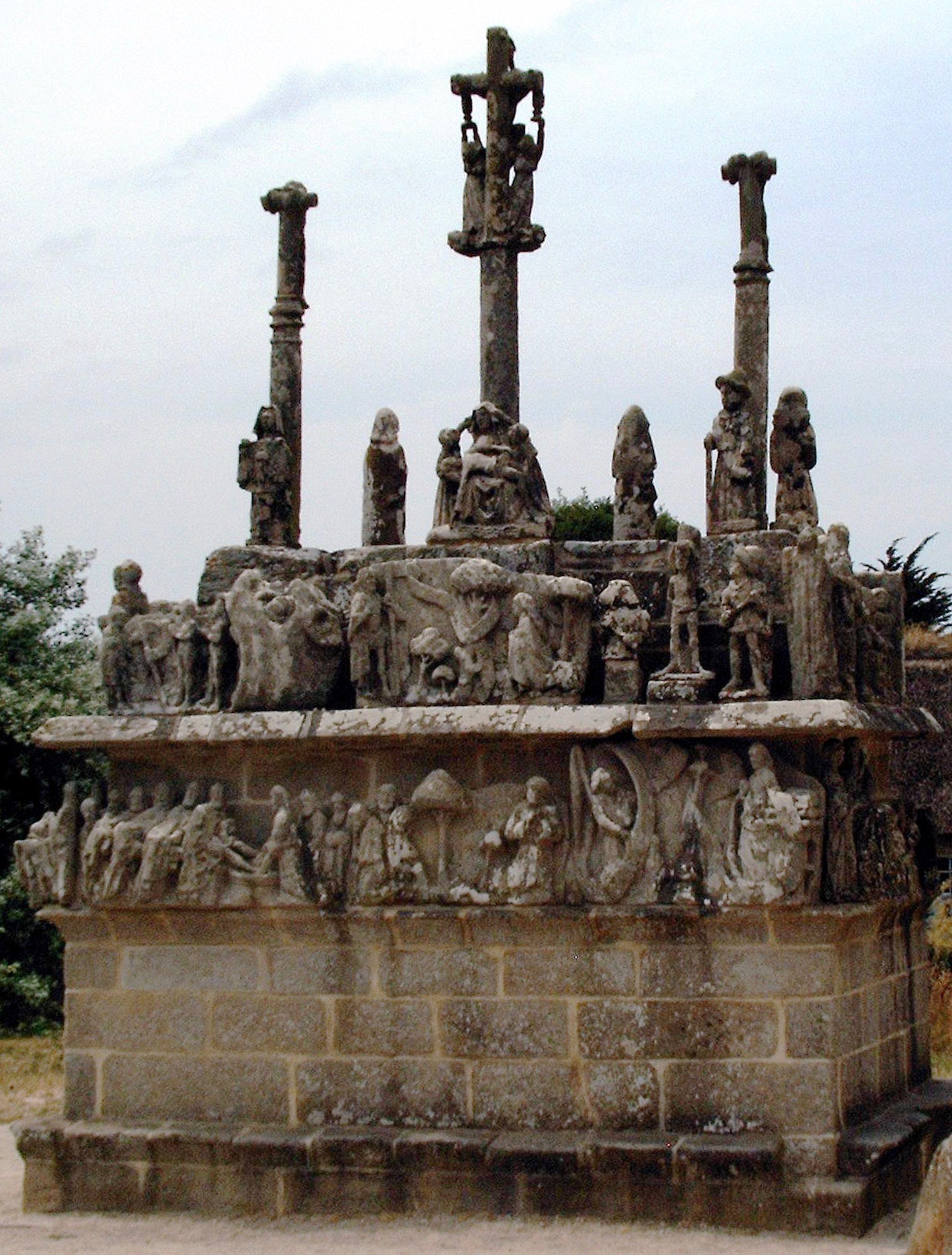
トロノエン礼拝堂のカルヴェール
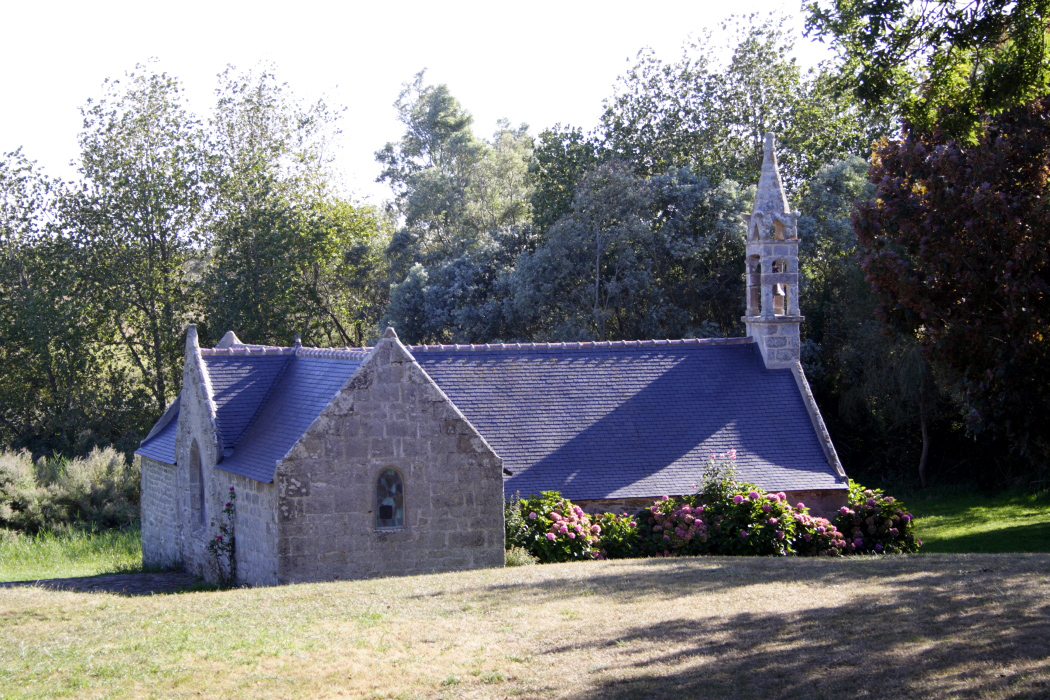
サン＝テヴィ礼拝堂

## 人口統計
| 1962年 | 1968年 | 1975年 | 1982年 | 1990年 | 1999年 | 2006年 | 2010年 |
| ------ | ------ | ------ | ------ | ------ | ------ | ------ | ------ |
| 804    | 758    | 666    | 735    | 727    | 845    | 954    | 998    |

参照元:1999年までEHESS、2000年以降INSEE